# Freiwillige Feuerwehr Villingen-Schwenningen
Die Freiwillige Feuerwehr Villingen-Schwenningen ist die städtische Feuerwehr der baden-württembergischen Großen Kreisstadt Villingen-Schwenningen. Sie ist eine Abteilung des Amts für Feuerwehr, Brand- und Zivilschutz der Stadt. Sie entstand durch den Zusammenschluss der früher selbstständigen Städte Villingen und Schwenningen im Jahr 1972. Sie gliedert sich wiederum in zehn Abteilungen, die sich auf die beiden großen Stadtbezirke, aber auch auf kleinere eingemeindete Orte verteilen.
Die Verwaltung residiert in der Schwenninger Oberdorfstraße in der alten Polizei. Dort war bis 2023 auch eine örtliche Gliederung der Bundesanstalt Technisches Hilfswerk (THW) angesiedelt. Neben der Verwaltung wurde für die Schwenninger Abteilung ein Neubau errichtet.

## Abteilungen

### Villingen

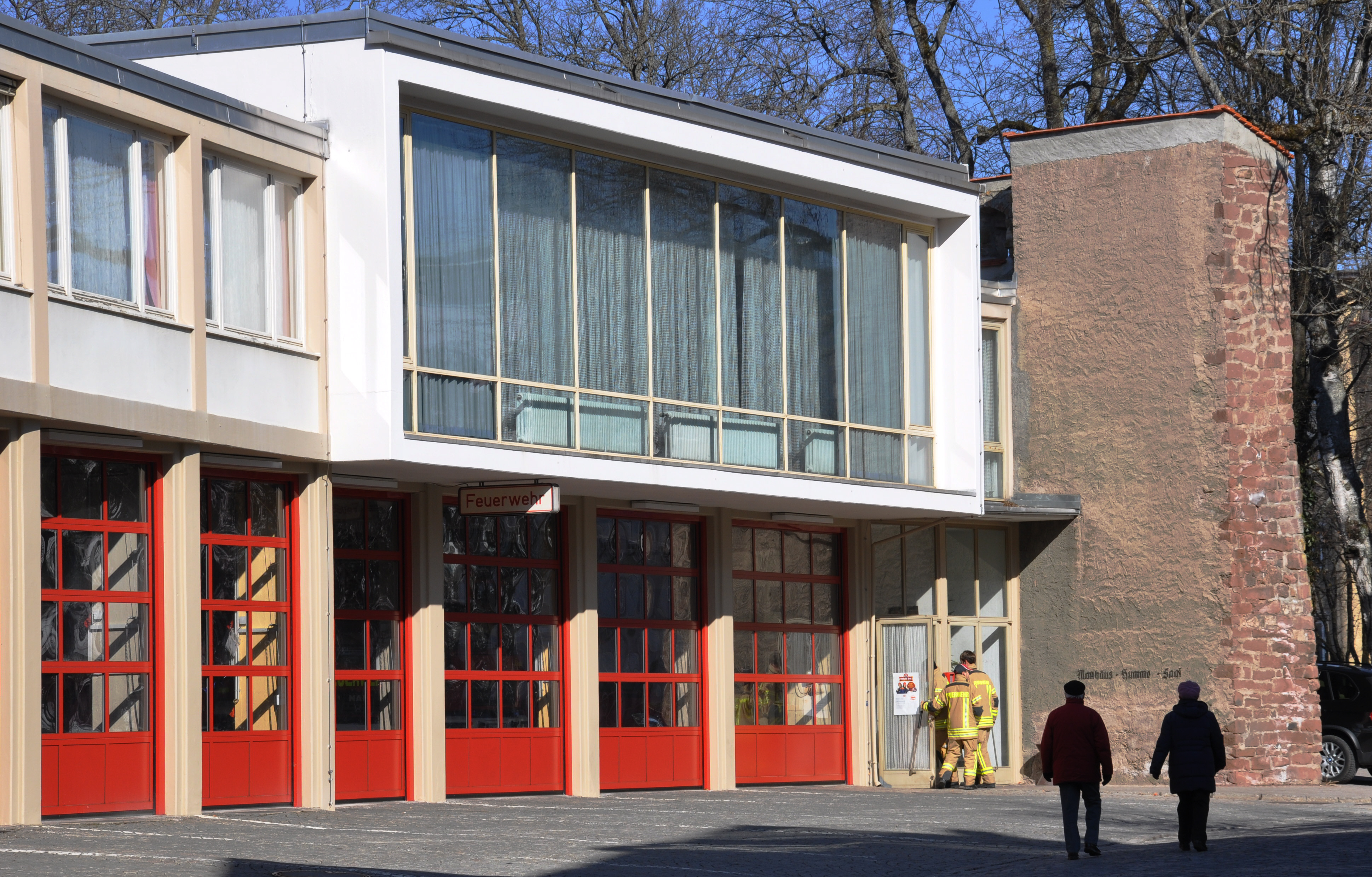
Feuerwehrhaus der Abteilung Villingen, rechts Teile der historischen Stadtmauer

Die Abteilung Villingen ist die älteste Abteilung. Die Wurzeln organisierter Brandbekämpfung in Villingen gehen bis in das Jahr 1271 zurück, als ein Stadtbrand große Teile Villingens zerstörte. Als Reaktion trat im Jahr 1294 „die erste Verordnung über den ‚Auszug bei Raub, Brand, Kampf‘“ in Kraft. Feuerwehrpflichtig waren die Angehörigen der Handwerkszünfte.
Im Jahr 1852 schließlich wurde die Freiwillige Feuerwehr Villingen gegründet.
Die Abteilung hat heute (Stand: August 2021) über 100 aktive Mitglieder, darunter zwei hauptamtliche Gerätewarte. Sie verfügt über neun Fahrzeuge und Anhänger, darunter einen Einsatzleitwagen, ein Hilfeleistungslöschgruppenfahrzeug, zwei Löschgruppenfahrzeuge, eine Drehleiter.
Des Weiteren verfügt die Villinger Abteilung über einen Strahlenschutzzug und einen Spielmannszug.

### Schwenningen

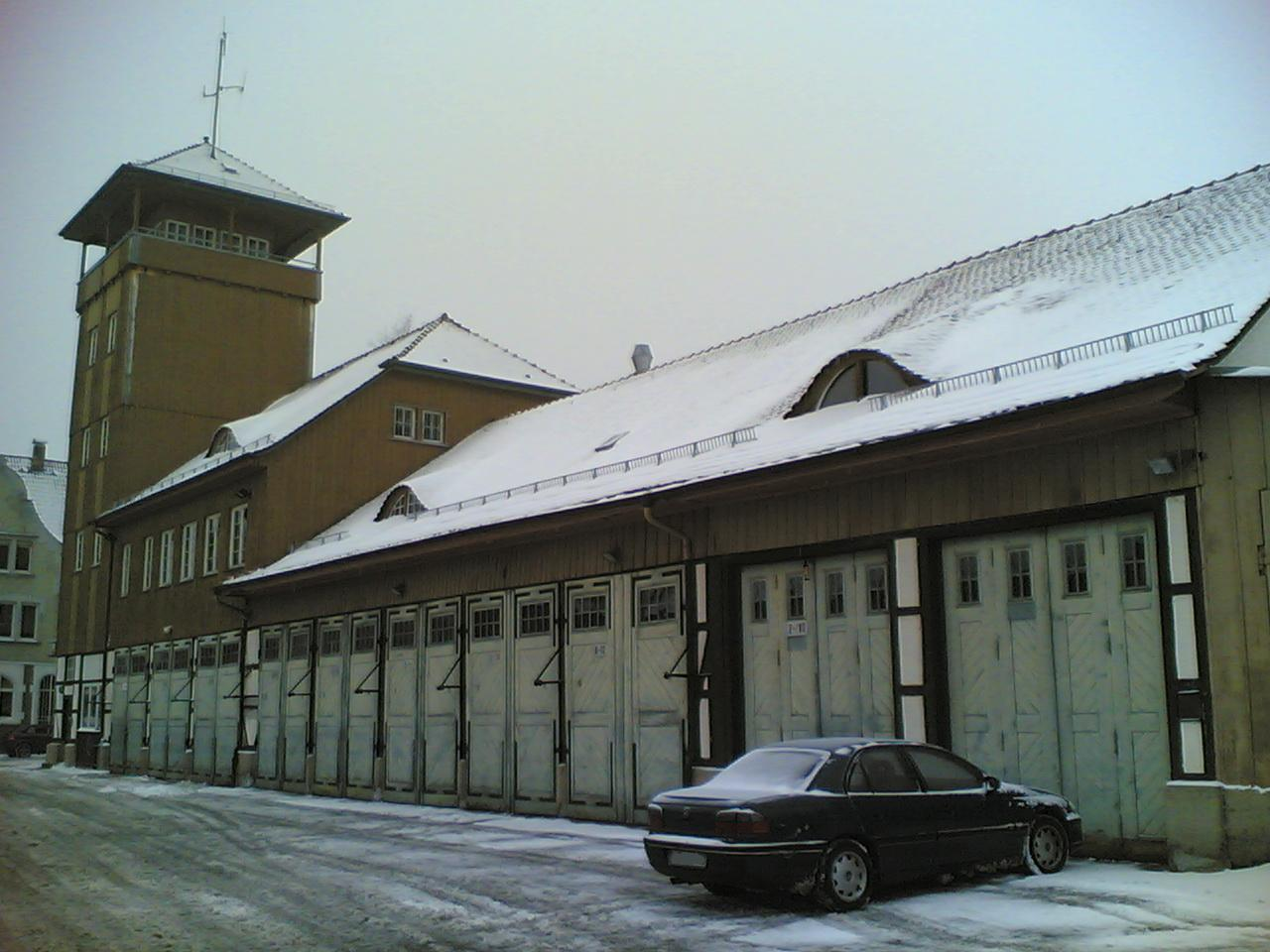
Ehemaliges Feuerwehrhaus der Abteilung Schwenningen

Die Abteilung Schwenningen wurde im Jahr 1862 als selbstständige Freiwillige Feuerwehr gegründet. Sie residierte ursprünglich in dem denkmalgeschützten Feuerwehrhaus in der Bildackerstraße (siehe Bilder). Der Turm wurde früher genutzt, um nach Feuern in der Stadt Ausschau halten zu können und um Schläuche zu trocknen. Die damalige Fahrzeughalle dient heute als Erweiterungsbau der Gartenschule.
Mittlerweile wurde neben der Alten Polizei in der Oberdorfstraße 58 ein Neubau in der Silcherstraße bezogen.
Die Abteilung hat heute ca. 100 aktive Mitglieder, verfügt über 16 Fahrzeuge und Anhänger (drei Löschzüge) sowie über eine Höhenrettungsgruppe, Feuerwehrseelsorger und Fachberater Chemie.
Zur Abteilung Schwenningen gehört auch die Löschgruppe Mühlhausen, die als eigenständige Feuerwehr gegründet wurde. Sie verlor mit der Eingemeindung Mühlhausens nach Schwenningen im Jahr 1970 ihre Selbstständigkeit.

### Herzogenweiler
Die Abteilung Herzogenweiler wurde erst im Jahr 1940 gegründet. Sie hat 20 Mitglieder und zwei Fahrzeuge.

### Marbach
Die im Jahr 1869 gegründete Marbacher Abteilung hat über aktive 20 Mitglieder und zwei Fahrzeuge.

### Obereschach
Die Geschichte der Obereschacher Freiwilligen Feuerwehr reicht bis ins Jahr 1865 zurück. Die Feuerwehr hat über 40 aktive Mitglieder und drei Fahrzeuge. Auch in Obereschach besteht ein Spielmannszug.

### Pfaffenweiler
Pfaffenweiler hat seit dem Jahr 1868 eine eigene Freiwillige Feuerwehr mit heute über 40 Aktiven und drei Fahrzeugen. Als Feuerwehrhaus wird heute das 1900 erbaute Rathaus genutzt.

### Rietheim
Die Freiwillige Feuerwehr Rietheim wurde im Jahr 1905 gegründet. Hier engagieren sich mehr als 30 Aktive, denen zwei Fahrzeuge sowie ein Anhänger zur Verfügung stehen.

### Tannheim
Die Tannheimer Freiwillige Feuerwehr besteht seit 1865. Sie hat knapp dreißig aktive Mitglieder und zwei Fahrzeuge.

### Weigheim
Im Jahr 1839 wurde in Weigheim eine „Feuerrotte“ urkundlich erwähnt. 1888 wurde die Feuerwehr Weigheim gegründet. 32 aktive Mitglieder und zwei Fahrzeuge stehen heute zur Verfügung.

### Weilersbach
Die im Jahr 1886 gegründete Freiwillige Feuerwehr Weilersbachs hat über 30 aktive Mitglieder und drei Fahrzeuge.
Alle Abteilungen außer Herzogenweiler und Pfaffenweiler verfügen über Jugendfeuerwehren.

## Zuständige Leitstellen
Die Leitstelle Schwarzwald-Baar ist als integrierte Leitstelle für den Schwarzwald-Baar-Kreis originär (auch) für die Feuerwehr in Villingen-Schwenningen zuständig. Sie wird vom Deutschen Roten Kreuz betrieben.
Sie ist mit der Leitstelle Rottweil vernetzt, die originär für den benachbarten Landkreis Rottweil zuständig ist. Über die Vernetzung können beide Leitstellen gegenseitig die in der jeweils anderen Leitstelle eingehenden Notrufe annehmen und bearbeiten und das jeweils andere Personal alarmieren. Auf diese Weise können die – nachts oft alleine arbeitenden – Disponenten einer Leitstelle durch den Kollegen der anderen unterstützt werden. Bei einem Ausfall einer Leitstelle (oder einem Notfall eines Disponenten) ist damit sowohl der Betrieb gewährleistet als auch schnelle Hilfe für einen in Not geratenen Disponenten möglich.